# Altes Rathaus (Gersthofen)

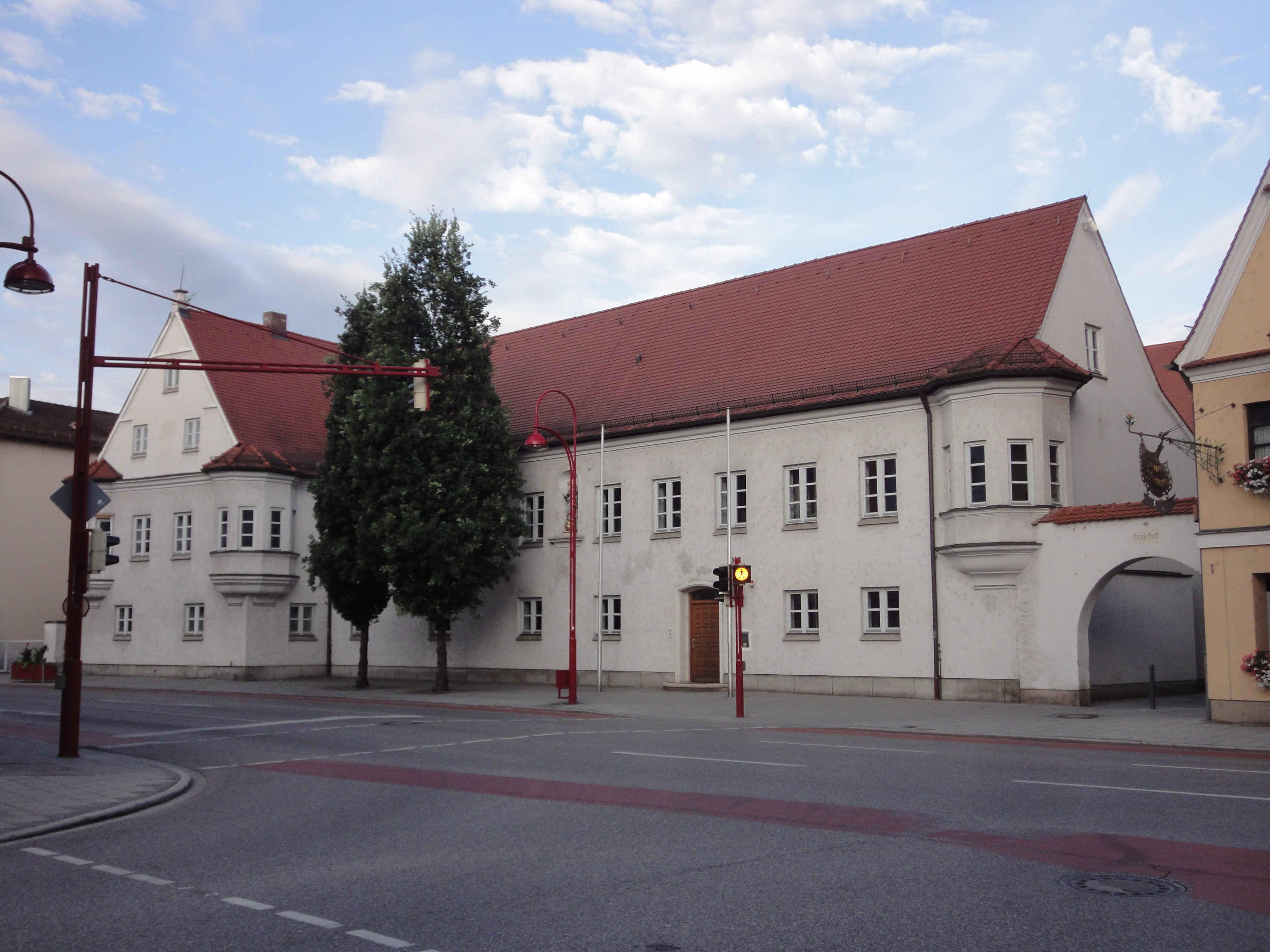
Altes Rathaus Gersthofen

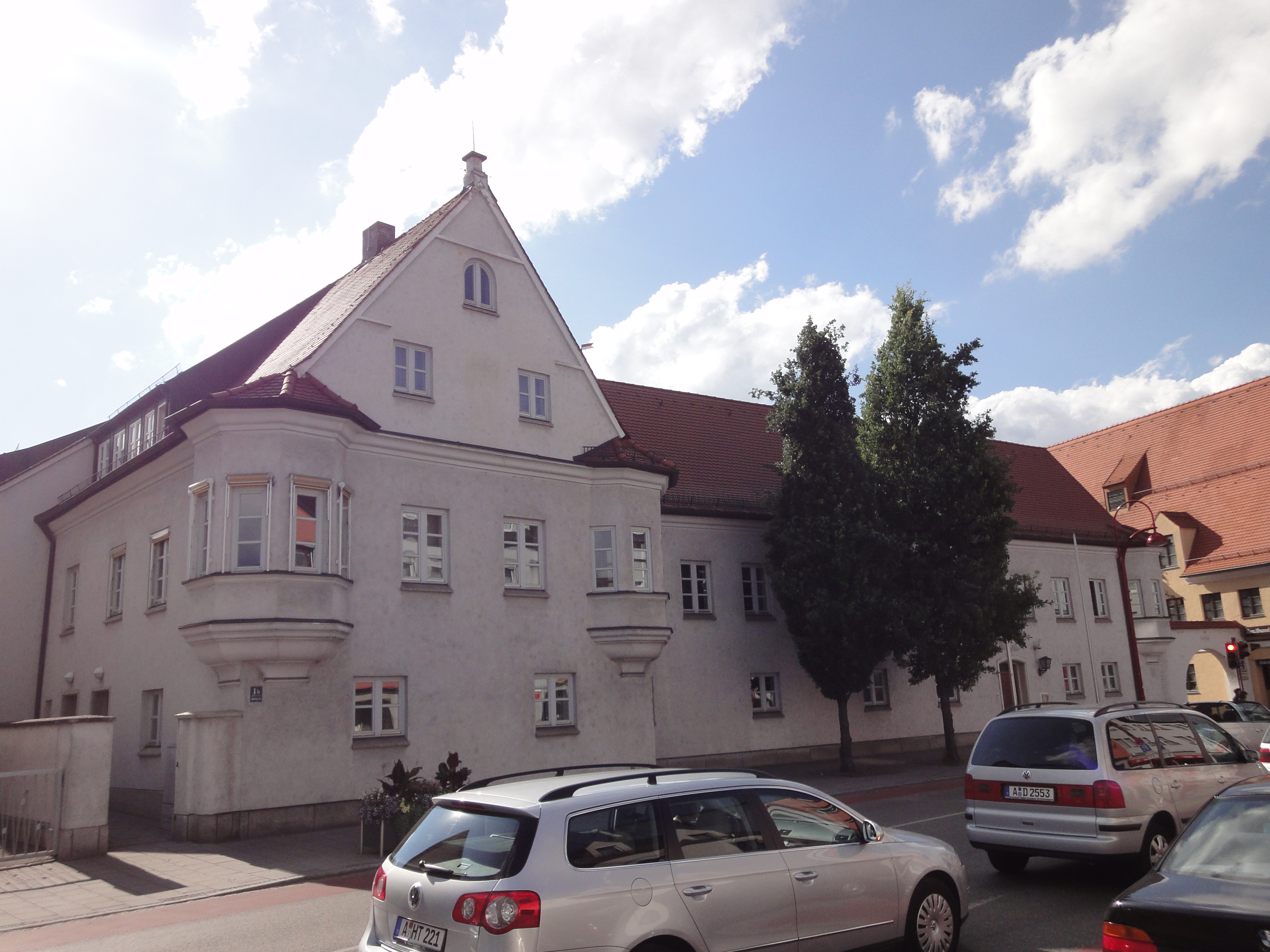
Giebelbau mit Eckerkern

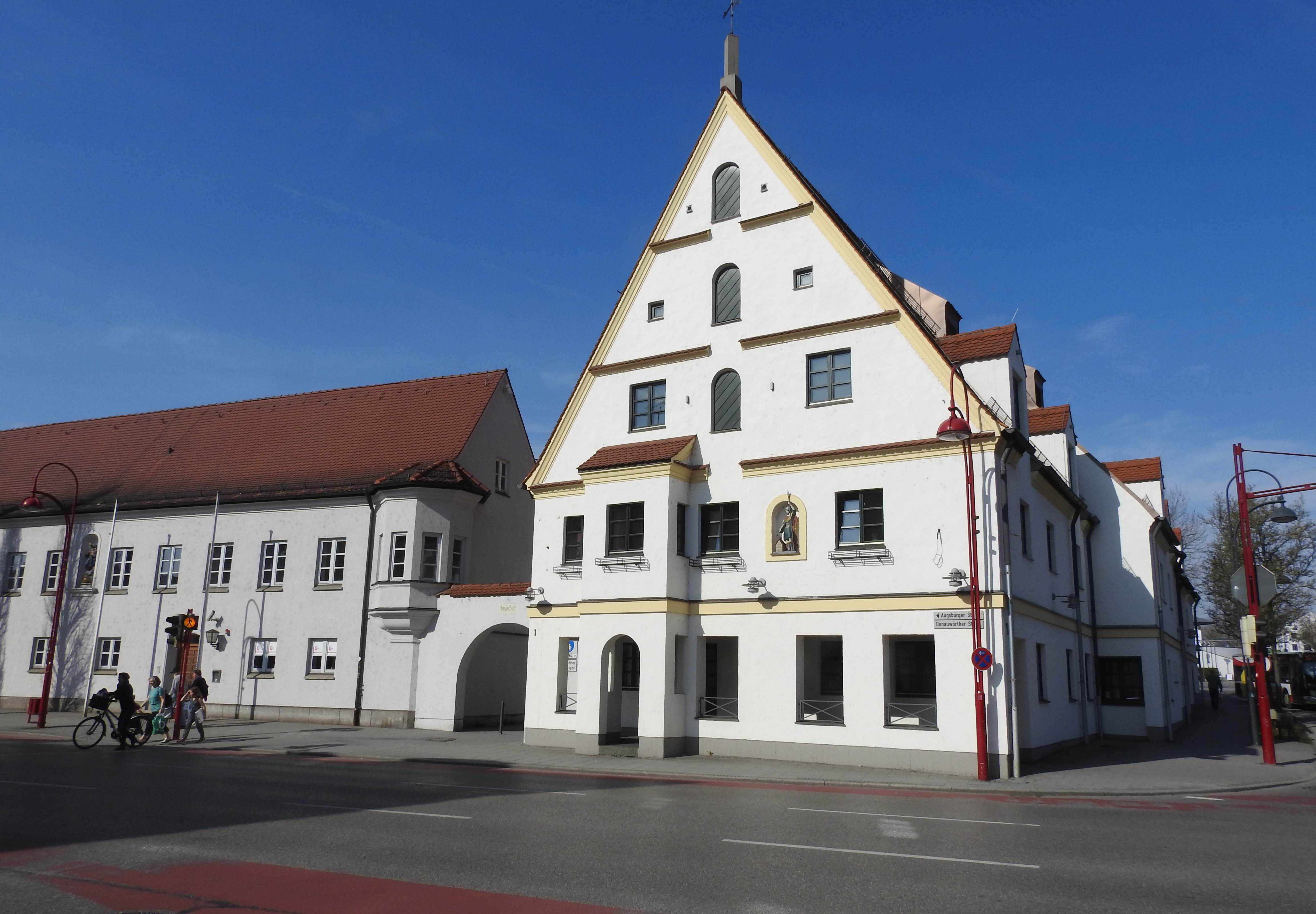
Gaststätte Zum Strasser

Das alte Rathaus, ehemals Gutshof Strasser, bzw. Maierhof, in der Stadt Gersthofen im Landkreis Augsburg (Bayern) stammt aus dem 18. Jahrhundert und steht unter Denkmalschutz.

## Geschichte

### Vorgeschichte
Die ehemalige Wirtssölde mit Tafernwirtschaft bestand seit dem 15. Jahrhundert in Gersthofen. Damit verbunden war das Recht des Weinausschanks, sowie das Brau- und Backrecht. 1431 kam es in Besitz von Martin Perzel. Im 16. Jahrhundert wurde das Anwesen mit der ehemaligen Hausnummer 6 von einer Familie Maier übernommen, worauf sich der frühere Hausname Maierhof bezieht. Der Gebäudekomplex ist nicht zu verwechseln mit dem hinteren Maierhof, dem späteren Klosterhof. Anfang des 19. Jahrhunderts war der Besitzer der aus Steinekirch stammende Gastwirt Joseph Anton Schmid, der 1793 in Gersthofen Anna Maria geb. Schimp aus Bobingen geheiratet hatte. Wie die Gastwirtschaft zu dem Namen Strasser kam berichtet folgende Geschichte: Als am 10. Oktober 1811 frühmorgens der Hausknecht der Brauerei das Tor aufsperrte, fand er vor demselben eine neugeborenes Knäblein. Da die Eheleute Schmid selbst ohne Leibserben waren, nahmen sie das Kind zu sich und gaben ihm, weil man es auf der Straße gefunden hatte, den Namen Joseph Straßer.

### Brauerei Strasser
Seit dem Tode seiner Pflegeeltern führte Joseph Strasser die Brauerei mit Gastwirtschaft und dazugehörigen Gutshof, das fortan unter dem Namen Zum Strasser geläufig wurde. Er vermählte sich 1849 in Gersthofen mit Walburga geb. Fleiner. Aus der Ehe gingen zwischen 1850 und 1865 zwölf Kinder hervor. Am 15. Juli 1850 brach im Kamin des Wirtshauses ein Feuer aus, das mit Hilfe der Ortsbewohner gelöscht werden konnte. Der Brandschaden belief sich auf 1000 fl. Nach dem Tode seines Vaters erbte die Brauerei und Gutshof Georg Strasser. Dieser ließ 1922 im anliegenden Gemüsegarten für seine Tochter Theresia, verheiratet mit dem Viehhändler und späteren Mitinhaber der Brauerei Franz Konrad, die sogenannte Strasser-Villa errichten. 1930 bewohnte der Brauereibesitzer Georg Strasser die Villa allein. Aus wirtschaftlichen Gründen musste die Strasser’sche Brauerei ihren Betrieb 1934 einstellen. 

### Spätere Nutzung
1941 erwarb die Gemeinde Gersthofen den gesamten Gebäudekomplex für 217.000 RM von Ludwig Graf von und zu Arco-Zinneberg, der es zuvor in einer Zwangsvollstreckung von Wilhelm Konrad ersteigert hatte. In den 1950er Jahren wurde die Gastwirtschaft zeitweise unter dem Namen Goldener Adler geführt. Der ältere Teil des Ensembles, das mehr als 500-jährige denkmalgeschützte Wirtshaus, wurde wegen Baufälligkeit 1978 vollständig abgebrochen, unter der Bedingung der damaligen Aufsichtsbehörde, das Gebäude an gleicher Stelle in alter Form wieder zu errichten. Der Wiederaufbau unter Plänen des Architekten Hermann Öttl in Zusammenarbeit mit Fritz Döbler in leicht veränderter Form begann noch im Juli 1978. Der angrenzende Giebelbau, das seit 1949 als Rathaus diente und seit Abbruch der alten Gastwirtschaft nunmehr ältester Teil der Anlage, wurde anlässlich seiner Einbeziehung in den neuen Rathauskomplex 1993 bis 1995 stark verändert.

## Architektur
Der zweigeschossige Giebelbau mit Eckerkern und traufseitigem Seitenflügel ist der Rest einer ursprünglichen Dreiflügelanlage und besteht im Kern aus der ersten Hälfte des 18. Jahrhunderts. 